# Vladimir Fock
Vladimir Aleksandrovitch Fock (ou Fok, en russe : Владимир Александрович Фок), né le 22 décembre 1898 (3 janvier 1899 dans le calendrier grégorien) à Saint-Pétersbourg (Empire russe) et décédé le 27 décembre 1974 à Léningrad (Union soviétique), est un physicien théoricien russe. Membre de l'Académie des sciences d'URSS et docteur honoris causa de l'université de Leipzig, il est l’auteur de contributions fondamentales en mécanique quantique et en théorie quantique des champs.

## Biographie
Fock est né à Saint-Pétersbourg, fils du géomètre et ingénieur des eaux et forêts Alexander A. Fock. Au terme de ses études secondaires, en 1916, il s'inscrivit à la faculté de physique théorique de l'université de Petrograd, puis au début de 1917 se porta volontaire dans l'artillerie. Après une préparation sommaire, on l'envoya sur le front de Roumanie, où il fut blessé. Après sa démobilisation en 1918 il retourna à Petrograd pour y reprendre ses études. Il eut parmi ses maître A. A. Friedmann.
Fock passa ses examens en 1922 avec une première thèse sur la théorie des quanta et une seconde thèse sur les équations intégrales. Il fut recruté par l'université de Petrograd, où il fut élevé au rang de professeur en 1932, puis directeur du département de physique théorique. De 1924 à 1936, il travaillait également à l'Institut physico-technique de Leningrad et de 1928 à 1941 à l'Institut d'État d'optique Vavilov (en) comme directeur du département d'optique théorique, de 1934 à 1941 puis de 1944 à 1953 à l’Institut de physique et enfin, de 1954 à 1964, à l’Institut des Problèmes de physique de l’Académie des sciences de l'URSS.
Il fut deux fois arrêté pendant les purges staliniennes (mars 1935 et février 1937 dans l'affaire de Poulkovo), mais fut chaque fois remis en liberté par l'intercession de Piotr Kapitsa auprès de Staline.
Fock mourut en 1974 et a été enterré dans le cimetière du faubourg pétersbourgeois de Komarovo. Sa tombe a été classée aux monuments historiques. L’institut de physique de l'université d'État de Saint-Pétersbourg porte désormais son nom.

## Œuvre
Fock s’est consacré aussi bien à la mécanique quantique qu’à l’électrodynamique quantique, la théorie quantique des champs, la physique statistique, la théorie de la relativité, la mécanique des milieux continus, la physique mathématique et appliquée ou aux problèmes philosophiques de la physique. Il a introduit plusieurs concepts fondamentaux en mécanique quantique et en théorie quantique des champs, par ex. l'espace de Fock et la méthode de Hartree-Fock (dans le prolongement des recherches de Douglas Hartree). Il généralisa en 1926 l'équation de Klein-Gordon.
Au cours de la Seconde Guerre mondiale, Fock a décrit une méthode pour déterminer la propagation des ondes radio au voisinage de la surface de la Terre.
Il est aussi l'auteur d'une réinterprétation de la théorie de la relativité générale en tant que théorie de la gravitation : il en développe les grandes lignes dans son essai Espace, temps, gravitation (1955). Cela en faisait l'un des rares partisans de la théorie de la relativité einsteinienne en Union soviétique : à un moment où la plupart des penseurs marxistes dénigraient la théorie de la relativité, Fock estimait au contraire qu'il était possible de la concilier avec le matérialisme dialectique.
Fock est l'un des piliers de l’École de physique théorique de Leningrad et ses cours ont fait époque en URSS, par ex. celui qu'il a consacré en 1931 à la mécanique quantique.

## Distinctions
Fock a été élu 1932 membre correspondant de l’Académie des sciences de l'URSS, et en 1939 académicien titulaire. Ses recherches ont été couronnées de nombreux prix, comme l’ordre de Lénine (1945, 1953 et 1958) ou la médaille Helmholtz (1971). Les universités de Delhi (1966), Michigan (1967) et Leipzig (1972) lui ont décerné le titre de docteur honoris causa . Il a été élu membre titulaire de l'Académie des sciences de la RDA en 1969.
Son nom apparaît dans plusieurs résultats de la physique théorique : espace de Fock, représentation de Fock, états de Fock (en) et méthode de Hartree-Fock .

## Écrits
- Fock Theorie von Raum-Zeit und Gravitation, Akademie Verlag (1960)
- Ludvig Faddeev, L. Khalfine, I. V. Komarov (éd.), Vladimir Aleksandrovich Fock: Selected works. Quantum mechanics and quantum field theory, Chapman and Hall/CRC, Boca Raton (2004)